# Itara mira
Itara mira är en insektsart som beskrevs av Andrej Vasiljevitj Gorochov 2007. Itara mira ingår i släktet Itara och familjen syrsor. Inga underarter finns listade i Catalogue of Life.